# Mas de Sant Jaume
El mas de Sant Jaume de Castelló és una masia fortificada a l'est del terme d'Olesa de Montserrat (Baix Llobregat). El mas està situat just al límit amb el terme de Viladecavalls (Vallès Occidental), i està ubicat dalt d'un tallat fluvial generat per un meandre de la Riera de Sant Jaume que separa el termes d'Olesa i Viladecavalls. El mas és un conjunt d'edificacions construïdes al llarg dels segles a mode de sagrera, doncs el barri està tancat per un mur perimetral. A pocs metres, al costat nord hi ha l'ermita de Sant Jaume. Actualment es conserven diverses construccions associades com un paller, la font de Sant Jaume, barraques de pedra seca, pous i safareigs per a l'aprofitament de l'aigua en usos agrícoles.

## Arquitectura
El mas és format per diferents construccions adossades, molt reformades, de manera que resulta difícil saber l'època en què fou feta la part més antiga. Es conserva, però, sense arrebossar, a la part posterior d'un dels edificis, i no per casualitat, el que està al costat de la capella de Sant Jaume, un fragment de mur antic que conserva una espitllera feta amb tres pedres, les dues verticals més grans i ben escairades.

## Història
Si la capella del mas es pot datar vers el segle xv, potser anterior, aquest fragment de mur pot tenir, com a mínim, la mateixa cronologia. També cal tenir en compte la toponímia del lloc, Sant Jaume de Castelló, on Castelló podria fer referència a la presència d'algun element fortificat o amb cert caràcter defensiu. Tant la masia com l'església estan dalt del turó, just damunt del riu. Cal també recordar que en aquest mateix indret també s'ha trobat una necròpolis visigòtica, fet que corrobora un establiment humà molt antic, indret ric en aigües i terres de conreu.